# فوجیوارا نو کیوهارا
فوجیوارا نو کیوهارا (انگلیسی: Fujiwara no Kiyohira; ۱ ژانویهٔ ۱۰۵۶ – ۱۰ اوت ۱۱۲۸) سامورایی اهل ژاپن بود. وی بنیان‌گذار خاندان فوجیوارای شمالی بود. این خاندان از سال ۱۱۰۰ تا ۱۱۸۹ بر شمال ژاپن فرمان می‌راند.